# Sistotremella
Sistotremella — рід грибів родини Hydnaceae. Назва вперше опублікована 1984 року.